# На солнце, вдоль рядов кукурузы
«На солнце, вдоль рядов кукурузы» — российский художественный фильм режиссёра Сарика Андреасяна, рассказывающий об успешной аварийной посадке пассажирского самолёта под Жуковским 15 августа 2019 года. Главную роль в нём сыграл Егор Бероев. Фильм вышел в прокат 16 марта 2023 года.

## Сюжет
Сюжет фильма основан на реальном событии, которое произошло 15 августа 2019 года. Авиалайнер Airbus A321-211 авиакомпании «Уральские авиалинии» выполнял плановый рейс U6 178 по маршруту Москва—Симферополь, но вскоре после вылета из аэропорта Жуковский столкнулся со стаей чаек, и у него отказали оба двигателя. Экипаж сумел благополучно посадить самолёт на кукурузное поле. Все находившиеся на его борту 233 человека (226 пассажиров и 7 членов экипажа) выжили, 74 человека получили травмы различной степени тяжести.

## В ролях
- Егор Бероев — Дамир Юсупов
- Полина Максимова — Юля
- Марк Богатырёв — Михаил
- Ольга Хохлова — Вера
- Герман Модягин — Георгий
- Жанна Эппле — Тамара
- Лиза Моряк — Лена
- Михаил Тарабукин — старший бортпроводник
- Христина Блохина — стюардесса
- Дмитрий Власкин — Кирилл
- Ксения Алфёрова — Наталья
- Грант Тохатян — Грант

## Производство
Съёмки фильма начались в 2022 году. Роль пилота Дамира Юсупова получил Егор Бероев, сам Юсупов стал консультантом. Премьера состоялась 16 марта 2023 года, телепремьера состоялась 8 октября 2023 года на канале «Viju TV1000 русское».

## Факты
В 2019 году на телепередаче «Вечерний Ургант» ведущий задал приглашённому Дамиру Юсупову вопрос, кого бы он хотел видеть в роли себя в гипотетическом фильме, снятом о произошедших событиях. На что Дамир ответил, что многие его знакомые отмечают его сходство с Егором Бероевым, который впоследствии действительно его сыграл.